# Gamme de fabrication
Une gamme de fabrication (en anglais : manufacturing sequences ou task list ou routing) est un document qui répertorie toutes les phases d'élaboration d'une pièce jusqu'à son stockage. Il s'agit de noter étape par étape l'évolution de la fabrication d'une pièce. Les gammes sont des cas particuliers de mode opératoire.
Les deux grandes familles de gammes de fabrication sont les gammes d'usinage et les gammes d'assemblage. Les gammes d'assemblage sont les plus répandues.

## Gamme d'usinage
Une gamme d'usinage est un document utilisé par les opérateurs pour régler les centres d'usinage. Indispensables sur les machines traditionnelles, toujours utiles sur les machines à commande numérique car une partie des informations telles les vitesses de coupe ou le choix des outils est enregistré dans le programme. On y trouve également les états de surface, les tolérances et écarts dimensionnels, géométriques.

## Gamme d'assemblage
Une gamme d'assemblage est une gamme de fabrication spécifique des postes d'assemblage, elle est très utilisée dans les ateliers de production afin de décrire leurs actions pour les opérateurs. La forme est libre, de la simple liste de tâches (qui peut être générée et imprimée à chaque ordre de fabrication) au portfolio de photos étape après étape, en passant par l'organigramme de montage, une vue éclatée...
À part pour les gammes générées en automatique, elles sont rédigées par le bureau des méthodes.

### Utilisation
Ces gammes sont utilisées en production, souvent affichées aux établis des ouvriers. Selon la politique de l'entreprise, les temps alloués par tache ou pour l'ensemble sont visibles ou non par les ouvriers.

### Organigramme de montage
Un organigramme de montage est une représentation graphique où les tâches à réaliser sont présentées dans l'ordre chronologique de montage. Les différents éléments sont montrés sous forme de blocs, reliés entre eux par des flèches annotées.
Chaque bloc reprend le nom de l'élément, le nombre, son code. Les annotations sur les flèches sont les éventuels traitement, ébavurage, ainsi qu'une description de la méthode d'assemblage (vissage, collage, nom du produit d'assemblage).